# München
München (pronunție în germană [ˈmʏnçn̩] ⓘ) este capitala landului federal Bavaria (Bayern) din Germania și al treilea oraș ca mărime din Germania, după Berlin și Hamburg, cu o populație de 1.526.056 locuitori (31 decembrie 2017). Se află pe râul Isar.

## Nume
Numele orașului provine de la Mönch „călugăr, monah” (din latină, monachus). Numele în dialectul bavarez al limbii germane: Minga ['miŋa].
Localitatea ar fi fost întemeiată pe locul unde ar fi trăit demult cȃțiva călugări, refugiați acolo de frica invaziei hunilor. Locul a fost numit apoi „Bei den Mönchen“ („La călugări“), apoi „München“. 
Pe stema Münchenului este prezentă figura unui călugăr, numit „Münchner Kindl“.

## Istorie

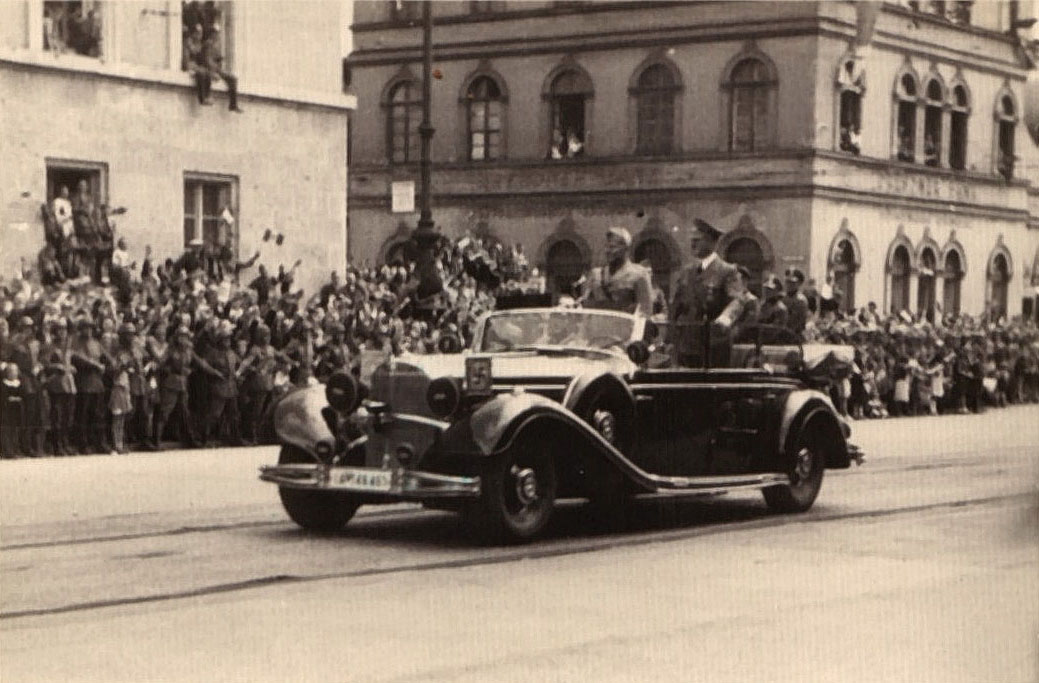
Hitler și Mussolini în 1939 pe Ludwigstrasse din München

Numele orașului este legat de o colonie (în locul numit Petersbergl) a unor călugări proveniți de la mănăstirea Schäftlarn. Nu se cunoaște data exactă a fondării așezării. Prima atestare documentară datează din 1158 sub în latina medievală villa Munichen, în timpul lui Henric Leul (Heinrich der Löwe), duce de Saxonia. O jumătatate de secol mai târziu localitatea a primit statut de cetate și a fost fortificată.
În 1327 întregul oraș a fost distrus de foc, dar a fost reconstruit câțiva ani mai târziu de Ludovic al IV-lea, împărat al Sfântului Imperiu Roman în acel moment. Prima instituție academică a orașului, Academia Bavareză de Științe, a fost fondată în 1759.
În 1806 a devenit capitală a regatului Bavaria. În anul 1818 sediul Episcopiei de Freising a fost mutat de la Freising la München, iar Frauenkirche a devenit catedrală. În 1826 universitatea din Ingolstadt s-a mutat la München intitulându-se Universitatea din München.
În 1882 a fost introdus în oraș iluminatul electric. Inginerului Oscar von Miller, un pionier al energiei hidroelectrice, i se datorează înființarea Muzeului German din München (Deutsches Museum), cel mai mare muzeu tehnico-științific din lume.
Adolf Hitler a pus la cale în 1923 așa numitul „puci de la berărie”, în încercarea de a prelua puterea după modelul Marșului asupra Romei, care l-a propulsat la putere pe Benito Mussolini. Tribunalul din München l-a condamnat pe Hitler la 5 ani de închisoare, din care e executat 9 luni. În timpul dictaturii naziste un grup de studenți a format gruparea de rezistență Trandafirul Alb (Die Weiße Rose), care a răspândit manifeste împotriva războiului și împotriva ideologiei naziste.
Orașul a fost afectat grav în timpul celui de Al Doilea Război Mondial, dar a fost reconstruit în perioada postbelică.
La München s-au desfășurat Jocurile Olimpice de vară din 1972, ocazie cu care teroriști palestinieni din organizația Septembrie Negru au luat ostatici membri ai echipei olimpice a Israelului. O tentativă de salvare din partea poliției vest-germane a eșuat și s-a soldat cu Masacrul de la München, în care și-au pierdut viața ostaticii israelieni, cinci teroriști și un polițist.

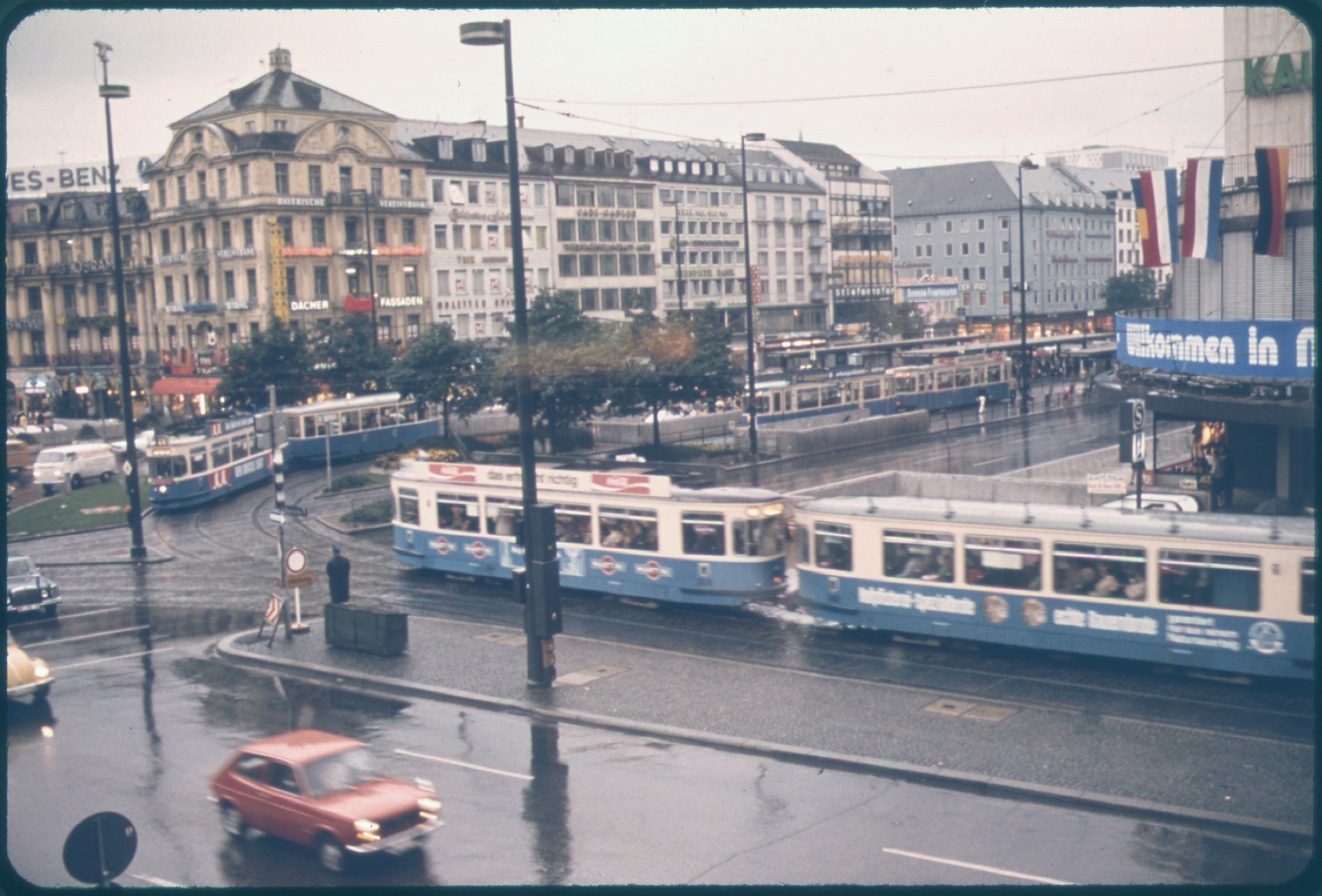
Karlsplatz-Stachus în anul 1973, cu tramvaie Rathgeber

Finala Campionatului Mondial de Fotbal din 1974 a avut loc tot la München.

## Obiective turistice

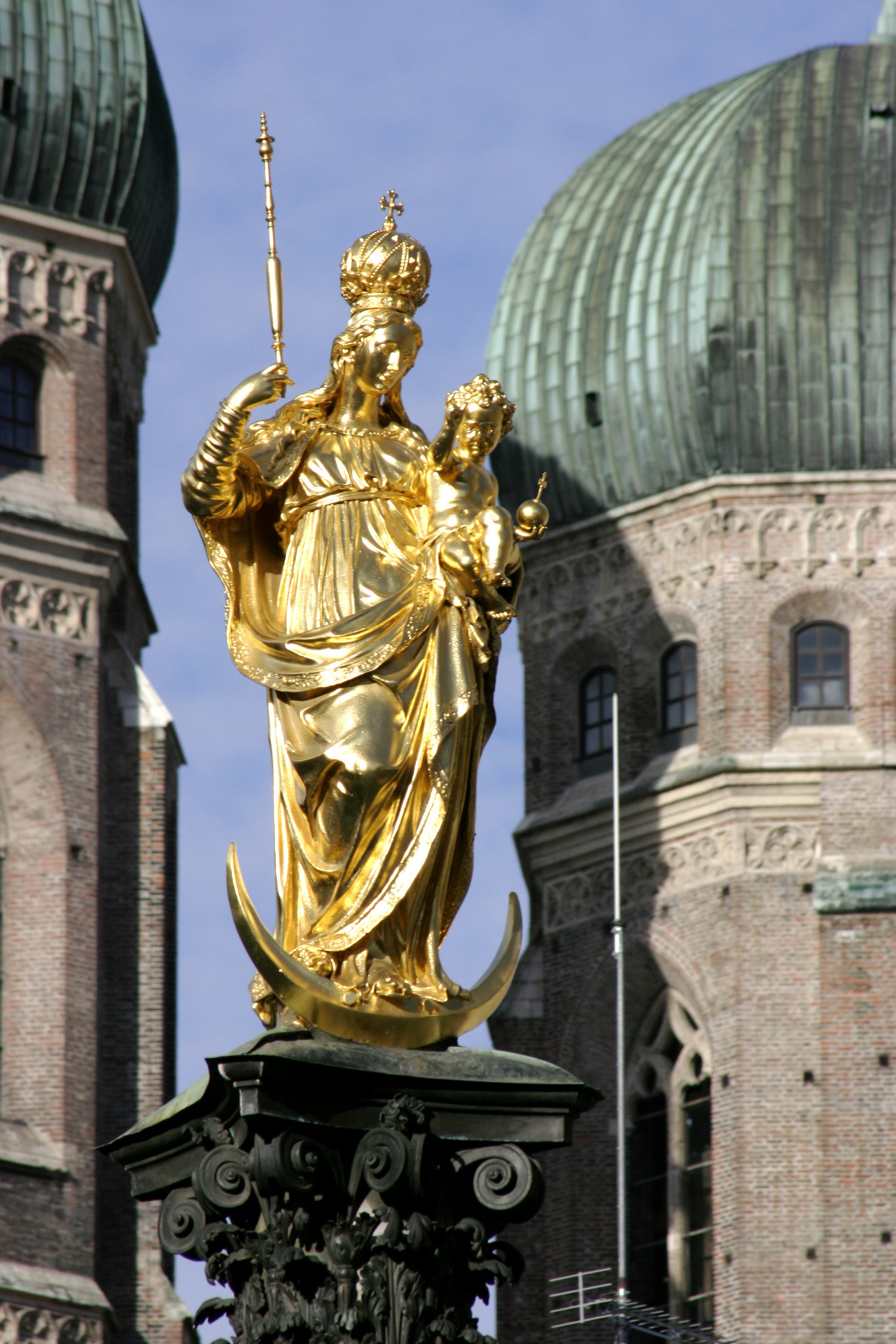
Monumentul Fecioarei Maria și cele două turnuri ale Catedralei din München în planul secund

- Marienplatz (Piața Sf. Maria), din centrul orașului (numită după coloana cu statuia Fecioara Maria), flancată de noua și vechea primărie, atrăgătoare prin turnurile lor. In turnul principal al primăriei noi este adăpostit mecanismul cu statuete și clopoței (Rathaus-Glockenspiel), un ceas ornat care mișcă figurine care reprezintă 2 scene medievale și este acționat la orele 11 si 12. Scena de sus prezintă momente de la nunta ducelui bavarez Wilhelm al V-lea cu prințesa Renate, fiica ducelui de Lorena/Lothringen, din 22 februarie 1568. In cinstea lor, are loc un concurs de cavaleri in piața Marienplatz din München, care se termină cu victoria cavalerilor bavarezi contra celor din Lorena.
Scena de jos este „dansul dogarilor” („Schäflertanz”). Dansul amintește de ciuma din anul 1517 care a bântuit Münchenul. După ce boala a dispărut, cetățenii Münchenului, îngroziți de numărul mare de victime, n-au mai îndrăznit să iasă din case. Atunci, breasla dogarilor a organizat un dans vesel cu care a parcurs străzile orașului, îndemnând oamenii să iasă din nou din case, să trăiască normal, pericolul fiind îndepărtat.
- Peterskirche (biserica Sf. Petru) este cea mai veche biserică din centru. 
- Catedrala Frauenkirche este cea mai faimoasă biserică din centrul orașului, prin spectaculoasa sa arhitectură medievală (sec. XV). Înălțimea de 99 metri a celor două turnuri a fost stabilită drept limită, începând din 2004, a înălțimii noilor clădiri ale orașului. 
- Theatinerkirche, situată în Odeonsplatz.
- Muzee: Alte Pinakothek, Neue Pinakothek, și Pinakothek der Moderne, cuprinse în cartierul muzeal Kunstareal.
- Grădina Englezească ("Englischer Garten"), un parc de mare dimensiuni din centrul orașului (conceput la începutul sec. al XIX-lea).
- Palatul Nymphenburg cu parc, orangerii și Muzeul de Științe Naturale.
- Deutsches Museum (un cunoscut muzeu al tehnicii). 
- Oktoberfest, o sărbătoare a berii, lungă de trei săptămâni, de la mijlocul lui septembrie, în fiecare an.
- Statuia „Bavaria“ de pe Thresienwiese, prima statue colosală de bronz făurită în lume, din antichitate pȃnă în vremurile moderne.
- Olympiaturm ("Turnul Olimpic"), un turn impozant, ceva mai scund decât cel din Berlin, cu restaurant și cu antene de transmisiuni radio și TV, lângă stadionul și satul olimpic.

## Economie
În München își au sediile compania de asigurări Allianz AG (cea mai mare din Europa), concernul constructor de automobile BMW și concernul de mecanică, construcții de mașini și eletronică Siemens AG.

## Învățământul

### Universități și colegii
München este un important centru universitar, cu o lungă listă de laureați ai Premiului Nobel de la Wilhelm Conrad Röntgen în 1901 până la Theodor Hänsch în 2005.
München a devenit centru spiritual încă din timpul împăratului Ludovic al IV-lea, când filosofi ca Michele da Cesena, Marsilio da Padova și William de Ockham au găsit protecție la curtea imperială. Ambele universități ale metropolei bavareze, Universitatea Ludwig Maximilian (LMU) și Universitatea Tehnică München (TU München), au primit titlul de universități de elită din partea unui comitet de selecție , alături de Universitatea Tehnică Karlsruhe.

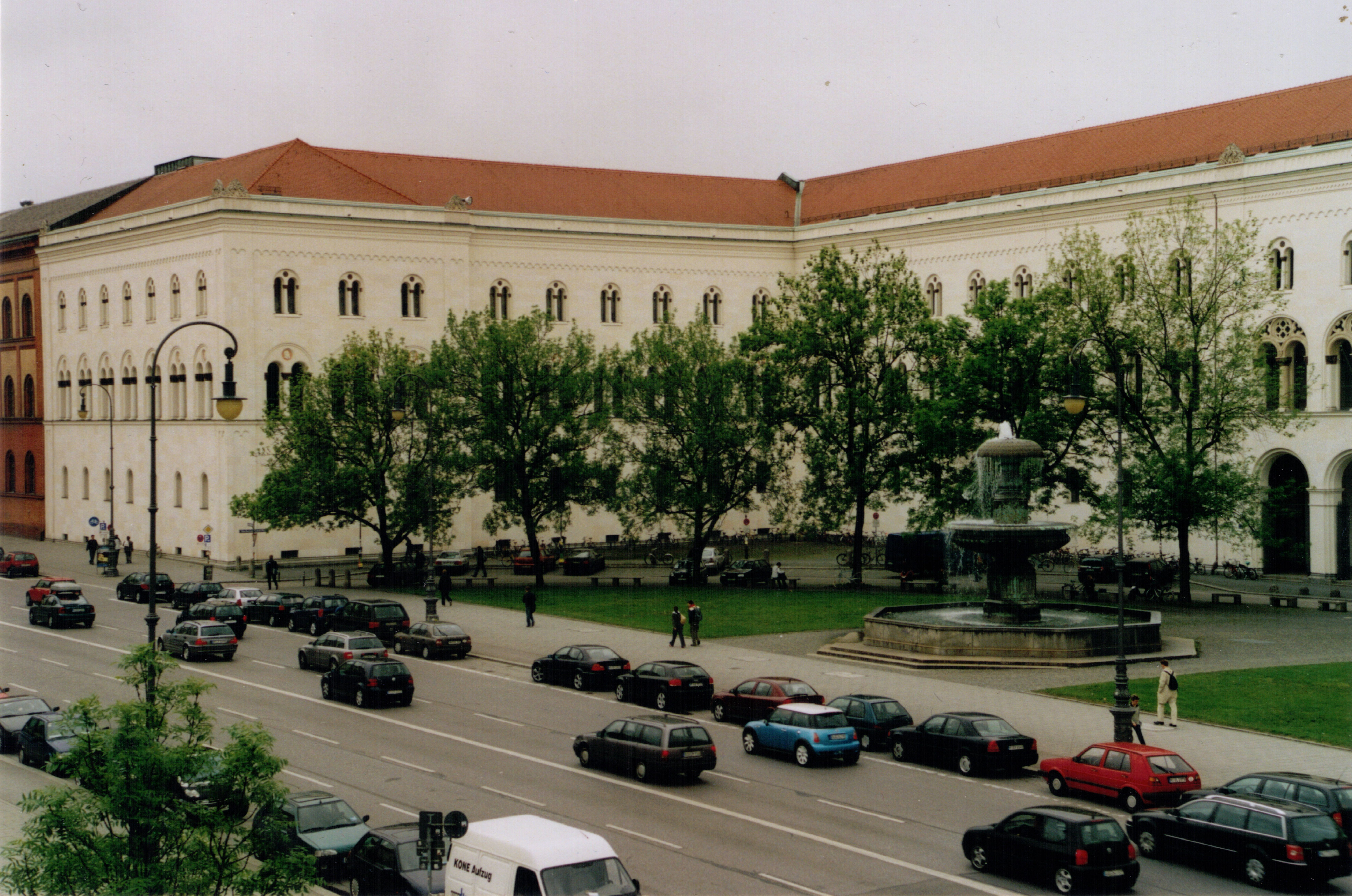
Clădirea principală a Universității Ludwig Maximilian

- Universitatea Ludwig-Maximilian (Ludwig-Maximilians-Universität München, LMU), fondată în 1472 în Ingolstadt, mutată în München în 1826
- Universitatea Tehnică München (Technische Universität München, TU München), fondată în 1868
- Universitatea de Științe Aplicate München (Hochschule für angewandte Wissenschaften – FH München, HM), fondată în 1971
- Centrul pentru Proprietatea Intelectuală München (Munich Intellectual Property Law Center, MIPLC) fondată în 2003
- Universitatea Forțelor Armate Federale Germane (Universität der Bundeswehr München), fondată în 1972
- Pionierschule und Fachschule des Heeres für Bautechnik
- Universitatea de Muzică și Teatru München (Hochschule für Musik und Theater München), fondată în 1830
- Academia de Arte Frumoase München (Akademie der Bildenden Künste München), fondată în 1808
- Universitatea de Film și Televiziune (Hochschule für Fernsehen und Film), fondată în 1966
- Hochschule für Philosophie München, fondată de ordinul iezuit în 1925 în Pullach, mutată la München în 1971
- Hochschule für Politik München
- Katholische Stiftungsfachhochschule München, fondată în 1971
- Munich Business School (MBS)
- European School of Management and Technology (ESMT)

### Instituții de cercetare științifică

#### Societatea Max Planck
Societatea Max Planck (Max-Planck-Gesellschaft zur Förderung der Wissenschaften e.V., MPG) este o instituție germană de cercetare, independentă, cu caracter obștesc, cu sediul administrativ în München. Următoarele institute se află în zona metropolitană a Münchenului :
- Institutul Max Planck de Astrofizică (Max-Planck-Institut für Astrophysik , MPA), Garching
- Institutul Max Planck de Biochimie (Max-Planck-Institut für Biochemie), Martinsried
- Institutul Max Planck de Fizică Extraterestră (Max-Planck-Institut für extraterrestrische Physik), Garching
- Institutul Max Planck de Științe Sociale Internaționale (Max-Planck-Institut für ausländisches und internationales Sozialrecht), München
- Institutul Max Planck pentru Proprietatea Intelectuală, Concurență și Drept Fiscal (Max-Planck-Institut für Geistiges Eigentum, Wettbewerbs- und Steuerrecht), München
- Institutul Max Planck de Neurobiologie (Max-Planck-Institut für Neurobiologie), Martinsried
- Institutul Max Planck de Ornitologie (Max-Planck-Institut für Ornithologie), Seewiesen
- Institutul Max Planck de Fizică (Max-Planck-Institut für Physik (Werner-Heisenberg-Institut)), München
- Institutul Max Planck de Fizică a Plasmei (Max-Planck-Institut für Plasmaphysik), Garching
- Institutul Max Planck de Psihiatrie (Max-Planck-Institut für Psychiatrie), München
- Institutul Max Planck de Optică Cuantică (Max-Planck-Institut für Quantenoptik), Garching

#### Societatea Fraunhofer

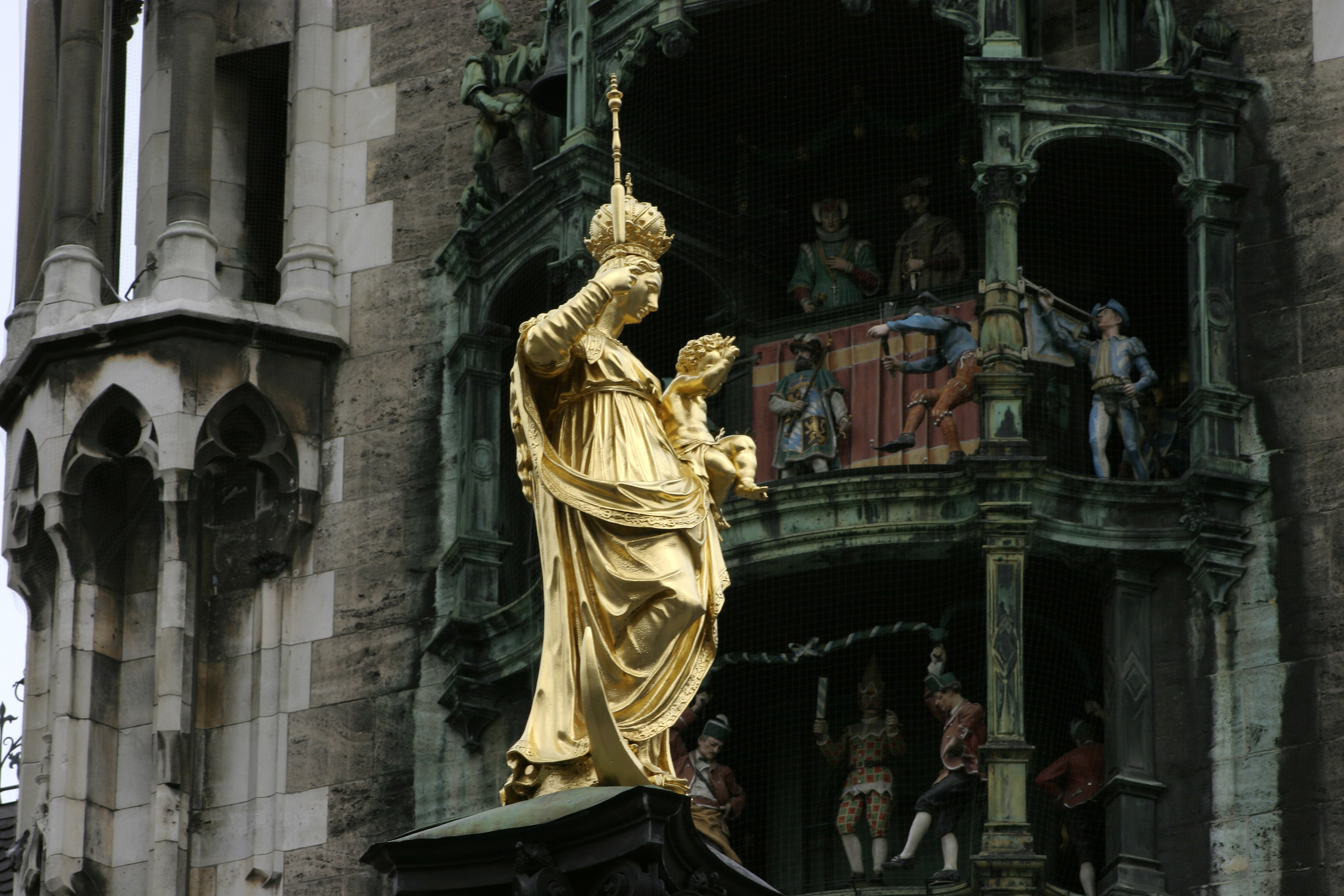
Monumentul Fecioarei Maria din fața primăriei în piața Marienplatz

Societatea Fraunhofer (Fraunhofer-Gesellschaft zur Förderung der angewandten Forschung e.V., PhG) este o asociație de cercetare, formată din 56 de institute specializate în diferite domenii ale științei aplicate . În München se află:
- Sediu central (Zentrale der Fraunhofer-Gesellschaft);
- Institutul Fraunhofer pentru Sisteme de Comunicație (Fraunhofer-Einrichtung für Systeme der Kommunikationstechnik ESK);
- Institutul Fraunhofer pentru Fiabilitate și Microintegrare - filiala München (Fraunhofer-Institut für Zuverlässigkeit und Mikrointegration Institutsteil München IZM-M).

#### Institute ale armatei
Bundeswehr (armata federală) are în München următoarele institute de cercetare:
- Institutul de Microbiologie al Armatei (Institut für Mikrobiologie der Bundeswehr);
- Institutul de Farmacologie și Toxicologie al Armatei (Institut für Pharmakologie und Toxikologie der Bundeswehr);
- Institutul de Radiobiologie al Armatei (Institut für Radiobiologie der Bundeswehr).

#### Alte institute
- Institutul Goethe - sediul central
- Institut für Rundfunktechnik (IRT) (pentru tehnica radiofonică și de televiziune)
- Deutsches Jugendinstitut (DJI) (pentru problemele tineretului)

## Lăcașuri de cult
- Catedrala din München
- Biserica Sfântul Petru din München
- Biserica Sfântului Spirit din München

## Transport

### Transportul ferioviar
München Hauptbahnhof, principala gară a orașului, a fost dată în folosință în anul 1839. În prezent (2019) are un trafic zilnic de 413.000 de călători, fiind astfel a treia gară ca mărime din Germania, după Hamburg și Frankfurt (Main) Hauptbahnhof.

### Transportul aerian

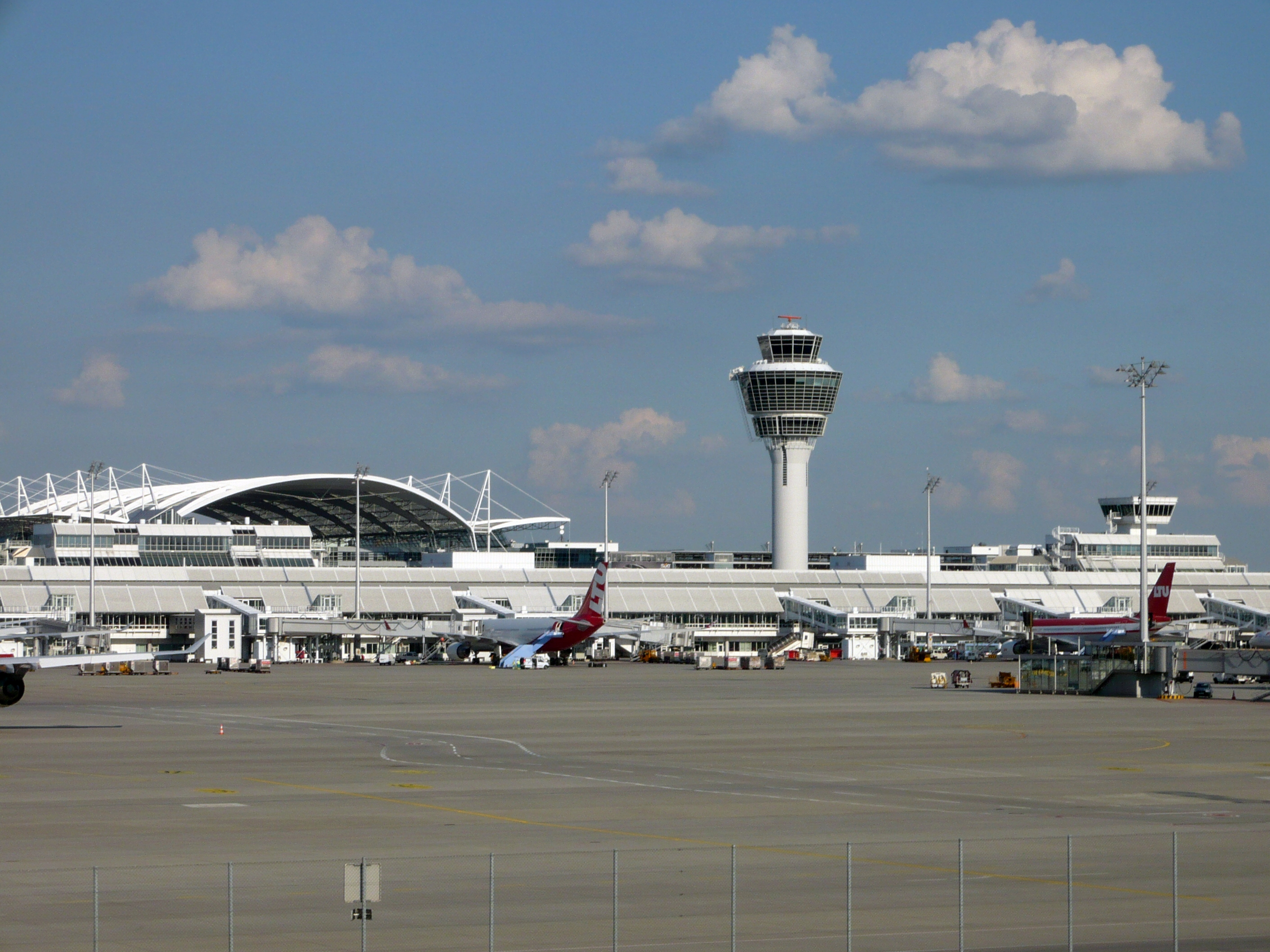
Aeroportul Internațional Franz Josef Strauss

Aeroportul din München poartă numele omului politic Franz Josef Strauss (CSU), prim-ministru al landului Bavaria între 1978-1988. Liniile de metrou S1 și S8 fac legătura cu aeroportul.

### Transportul intermodal
München are un sistem public de transport intermodal, incluzând metroul din München (U-Bahn), trenul suburban (S-Bahn), tramvaiele și autobuzele. Autoritatea locală a transportului în comun (tramvaie, autobuze și metrou) se numește Münchner Verkehrsgesellschaft (MVG) și face parte din uniunea companiilor de transport local Münchner Verkehrs- und Tarifverbund (MVV), care operează printre altele și trenurile suburbane (S-Bahn) ale Deutsche Bahn (DB), trenurile companiilor private etc. Scopul uniunii este de a oferi o soluție unificată de transport în comun în spațiul urban, suburban și extraurban, cu prețuri diferențiate pe distanță și călătorie, și nu pe mijloc de transport, infrastructură precum stații intermodale și automate de bilete utilizate în comun de companii diferite, și valabilitate universală a biletelor în spațiul urban, suburban și rural al München, indiferent de companie sau mijloc de transport.

## Alimentarea cu apă
Asigurarea cu apă potabilă a orașului München prin sisteme moderne de conducte s-a realizat relativ târziu în comparație cu celelalte orașe germane mari. Orientarea de la început spre surse de apă aflate la distanță, în zonă muntoasă, care a fost favorizată și de poziția geografică a orașului, a asigurat o calitate bună a apei (care are un conținut foarte mare de calcar - ceea ce este tipic pentru regiunile vecine cu munții Alpi).

## Personalități
- Sofia de Bavaria (1376 – 1425), regină a Boemiei;
- Maximilian I de Bavaria (principe elector) (1573 - 1651), principe al Bavariei
- Maria Anna de Bavaria (1660-1690), delfină a Franței
- Prințesa Sofia de Bavaria (1805-1872), mama împăratului Franz Joseph al Austriei
- Elisabeta, împărăteasa Austriei (1837-1898);
- Emil Doepler (1855 – 1922), ilustrator;
- Oskar von Miller (1855-1934), inginer constructor, fondator al muzeului technic Deutsches Museum
- Eduard Buchner (1860-1917), biolog și chimist, laureat al Premiului Nobel pentru Chimie
- Richard Strauss (1864-1949), compozitor
- Max Scheler (1874-1928), filosof
- Heinrich Himmler (1900-1945), nazist, șeful SS, criminal de război
- Georges J. F. Köhler (1946-1995), biolog, laureat al Premiului Nobel pentru Fiziologie sau Medicină
- Christian Morgenstern (1871-1914), poet, scriitor și traducător
- Carl Orff (1895-1982), compozitor și pedagog
- Josef Rixner (1902-1972), compozitor și dirijor
- Klaus Mann (1906-1949), scriitor
- Eva Braun (1912-1945), amanta dictatorului Adolf Hitler
- Siegfried Sommer (1914-1996), scriitor și jurnalist
- Alfred Hellmuth Andersch (1914-1980) prozator, publicist, editor radio și activist antifascist
- Arno Allan Penzias (n. 1933), fizician american, laureat al Premiului Nobel pentru Fizică
- Denis Johnson (n. 1949), scriitor american
- Wolfgang Ramadan (1960), actor, muzician și regizor
- Georg Seeßlen (1948), autor și critic de film
- Lou Bega (1975), cântăreț de gen latino-pop
- Thomas Hitzlsperger (n. 1982), fotbalist
- Philipp Lahm (n. 1983), fotbalist
- Georg Niedermeier (n. 1986), fotbalist
- Thomas Müller (n. 1989), fotbalist

## Orașe înfrățite
- Edinburgh, din 1954
- Verona, din 1960
- Bordeaux, din 1964
- Sapporo, din 1972
- Cincinnati, din 1989
- Kiev, din 1989
- Harare, din 1996
- Hyderabad, din 2005

## Galerie

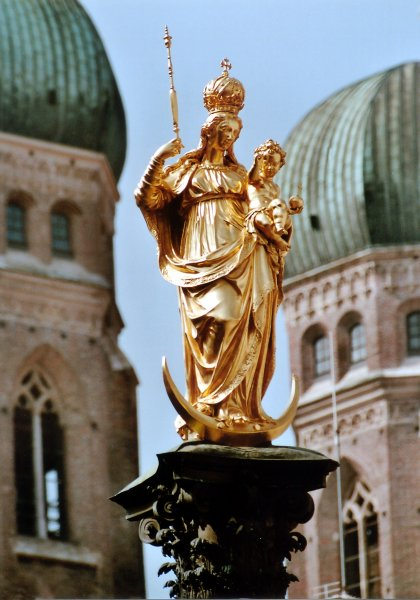
Columna Mariensäule, la Marienplatz (piața centrală a orașului)
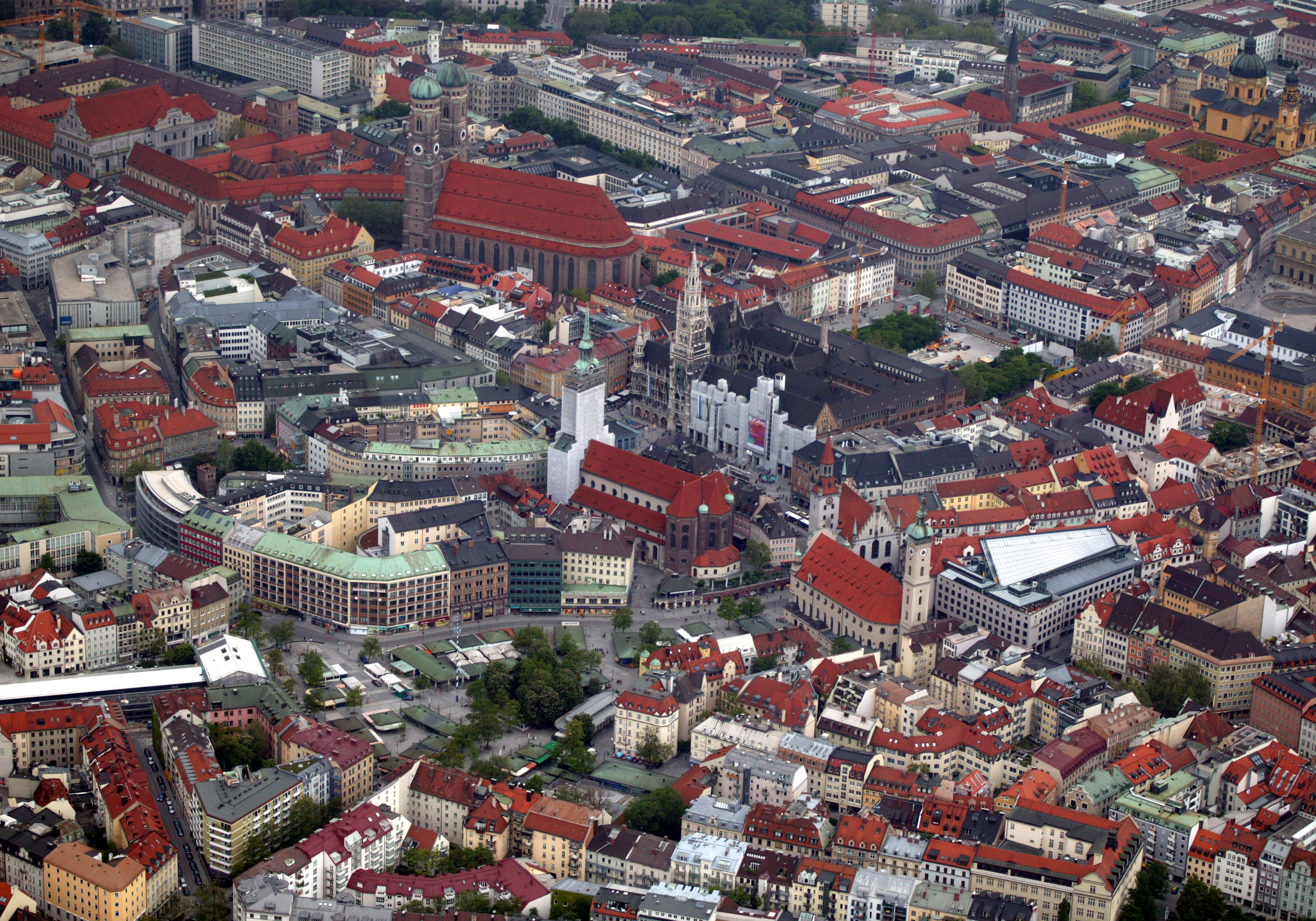
Vedere aeriană a centrului istoric
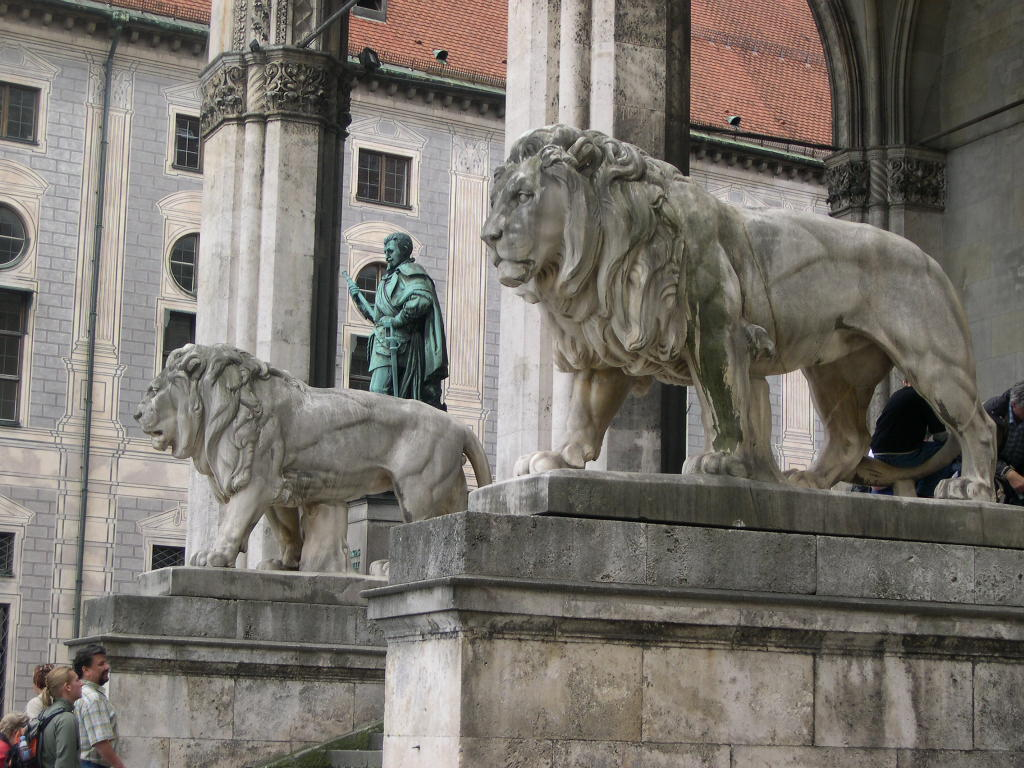
Sculpturi de lei de Wilhelm von Rümann, la Feldherrnhalle
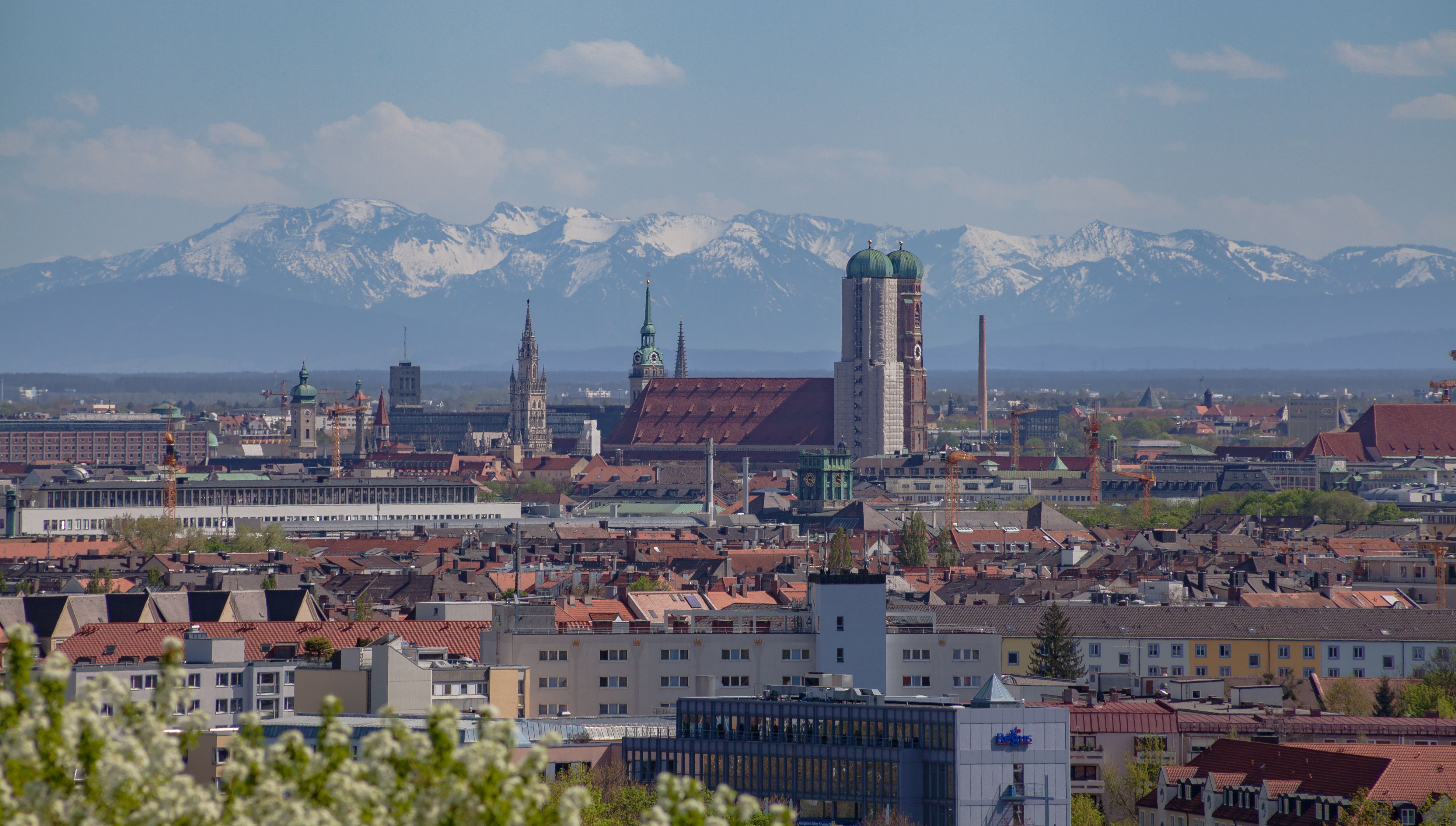
Orizontul orașului cu Alpii în spate
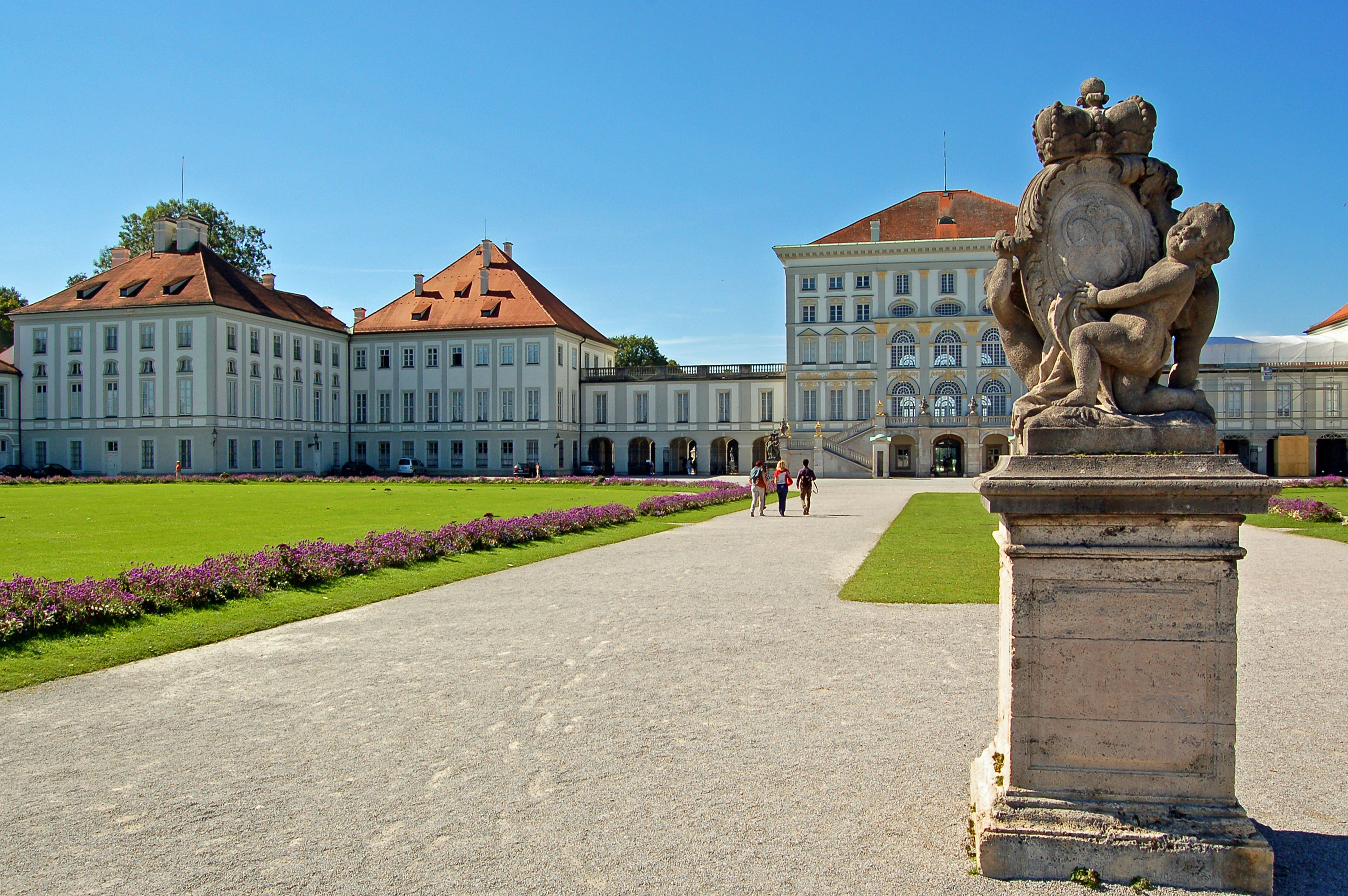
Palatul Nymphenburg
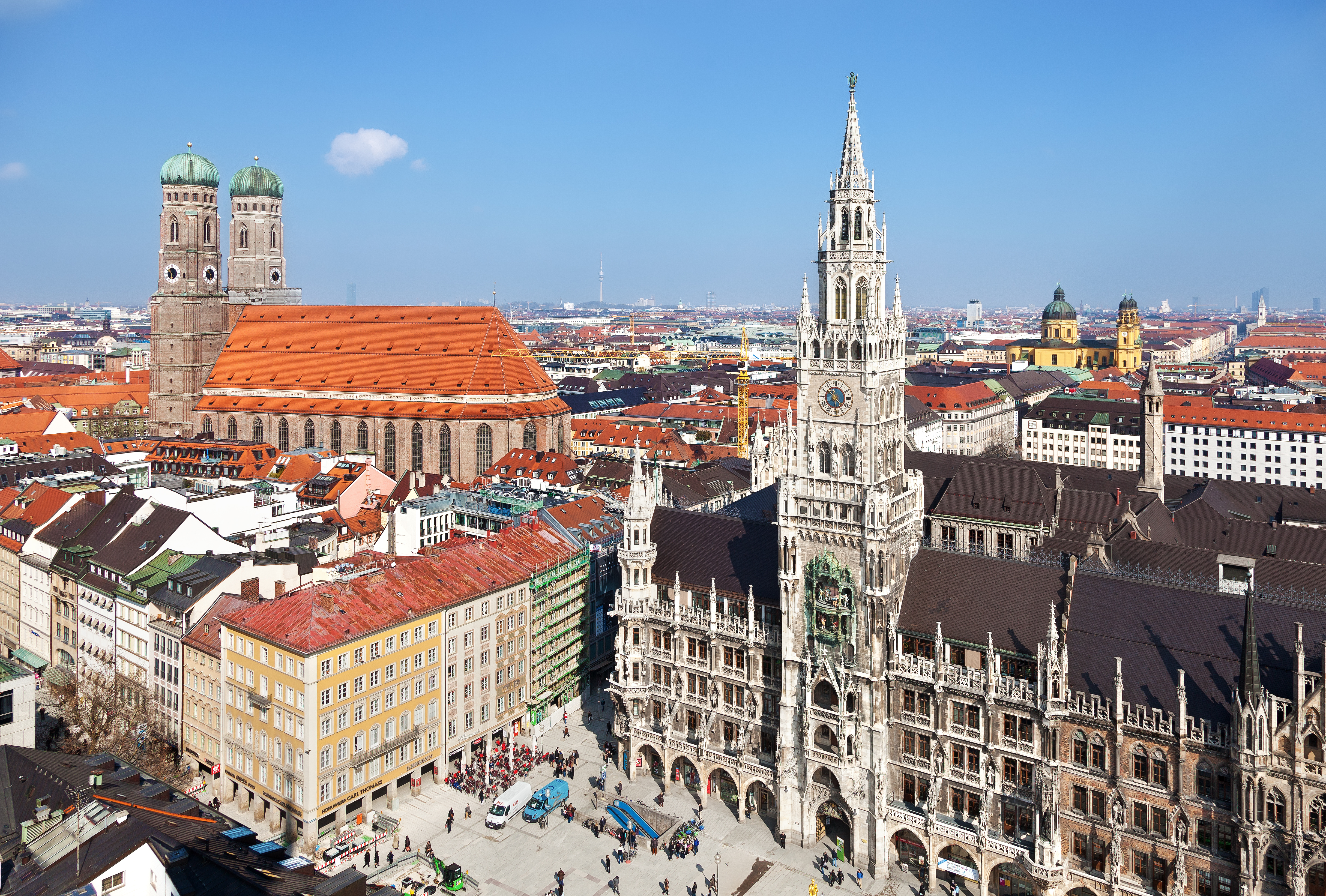
Marienplatz, cu primăria orașului în fundal
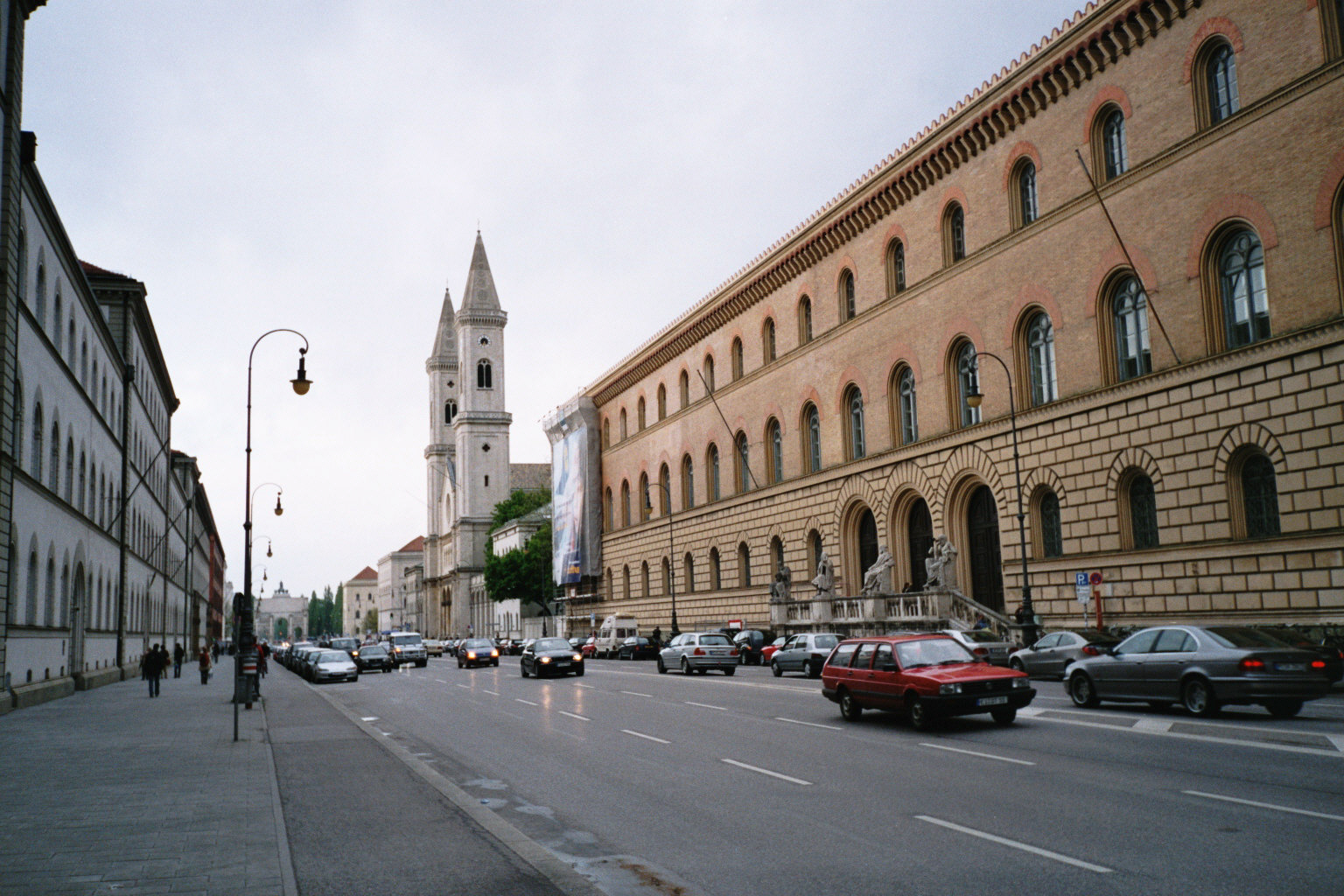
Ludwigstraße
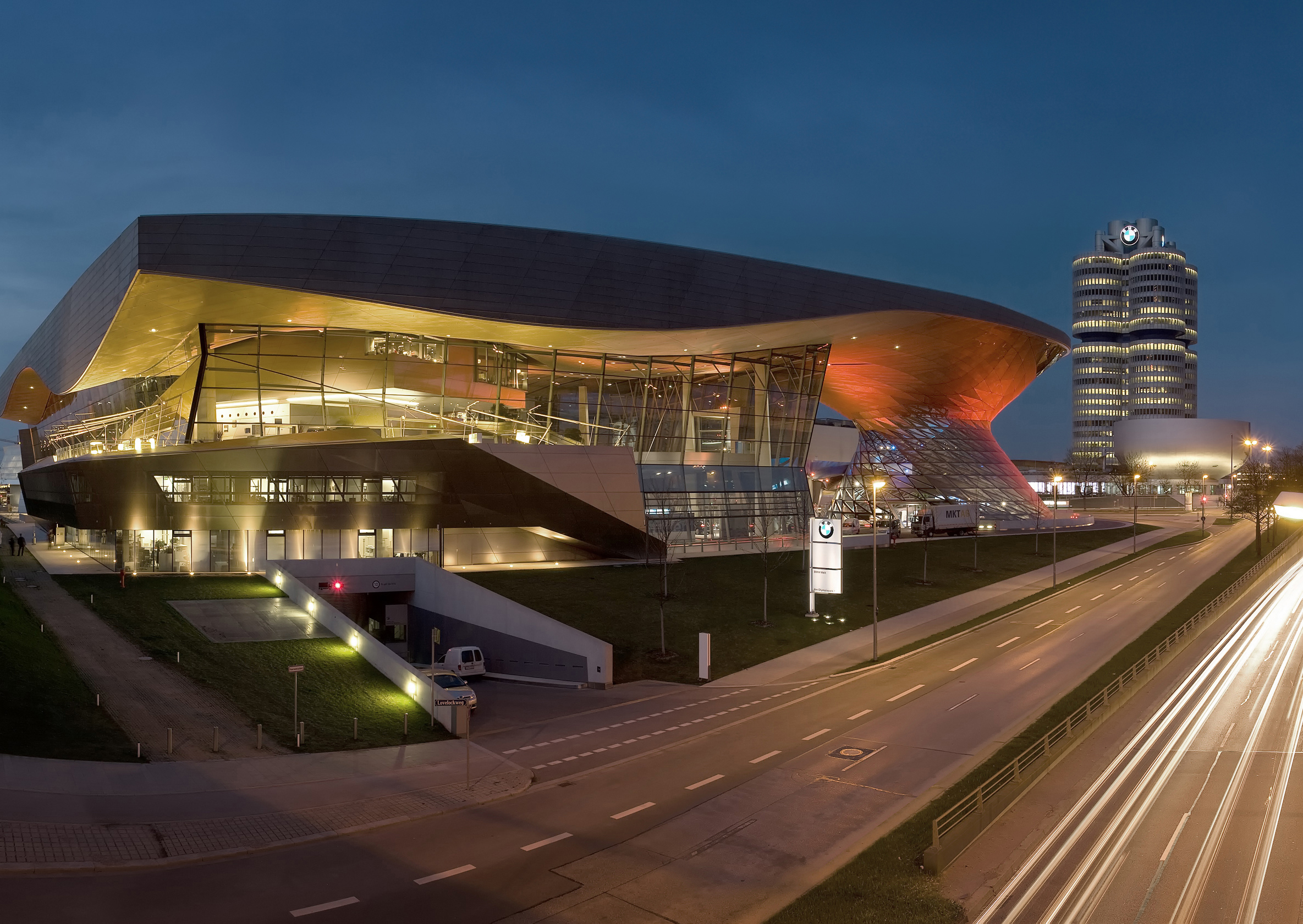
Sediu BMW
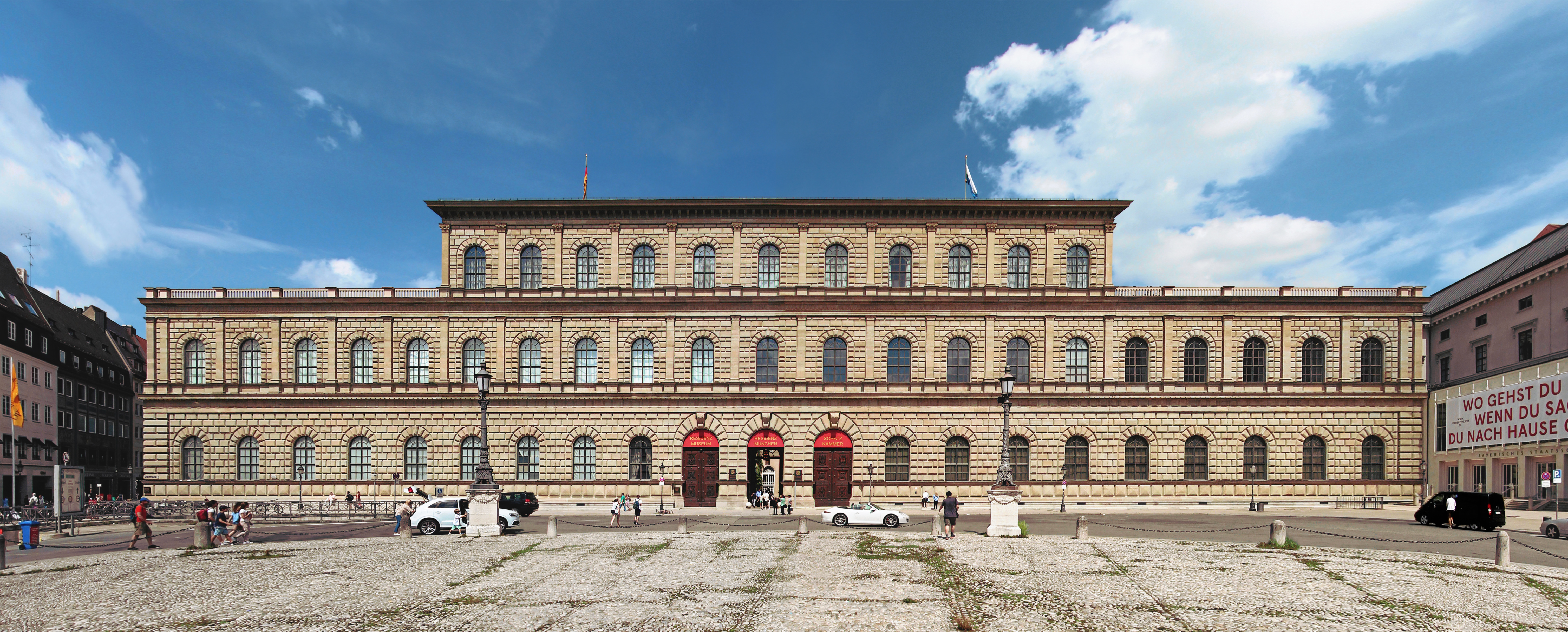
Fostul palat roial al monarhiilor Wittelsbach ai Bavariei.
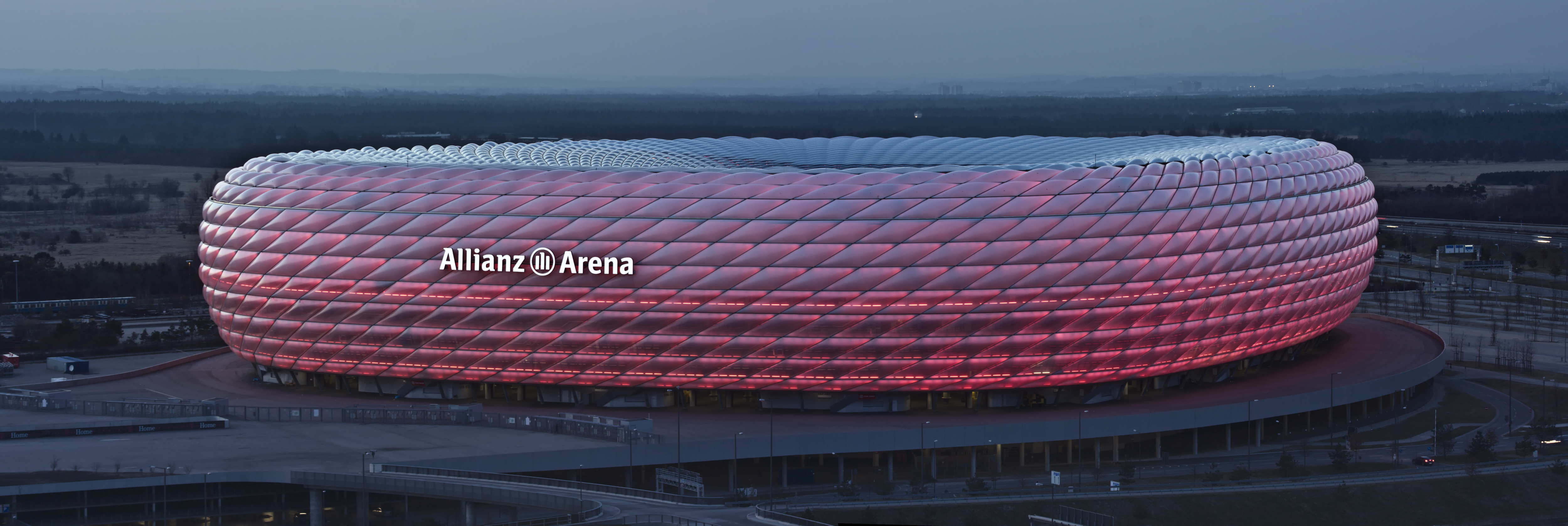
Arena Allianz
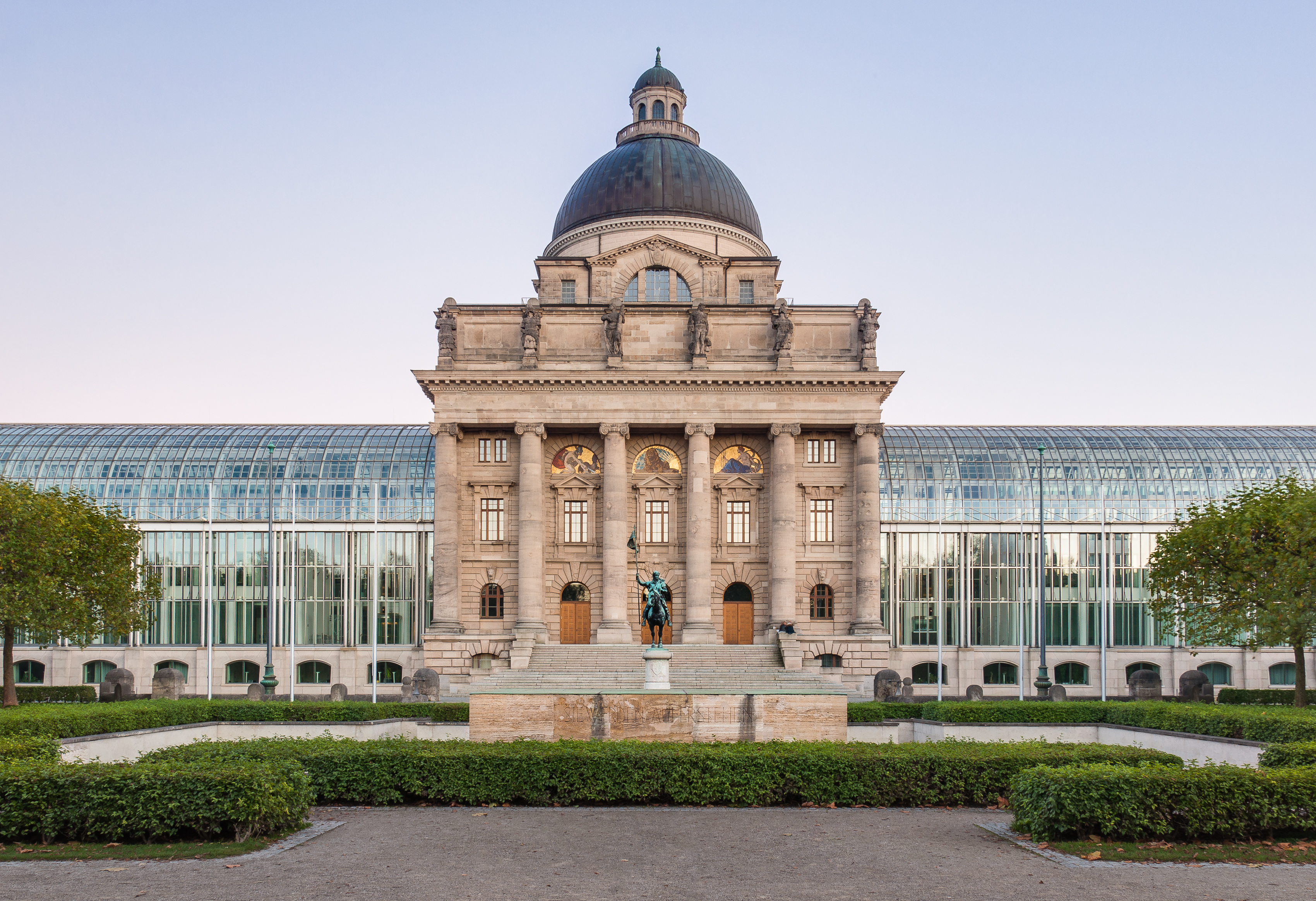
Cancelaria de stat din Bavaria